# 米柳尼峰

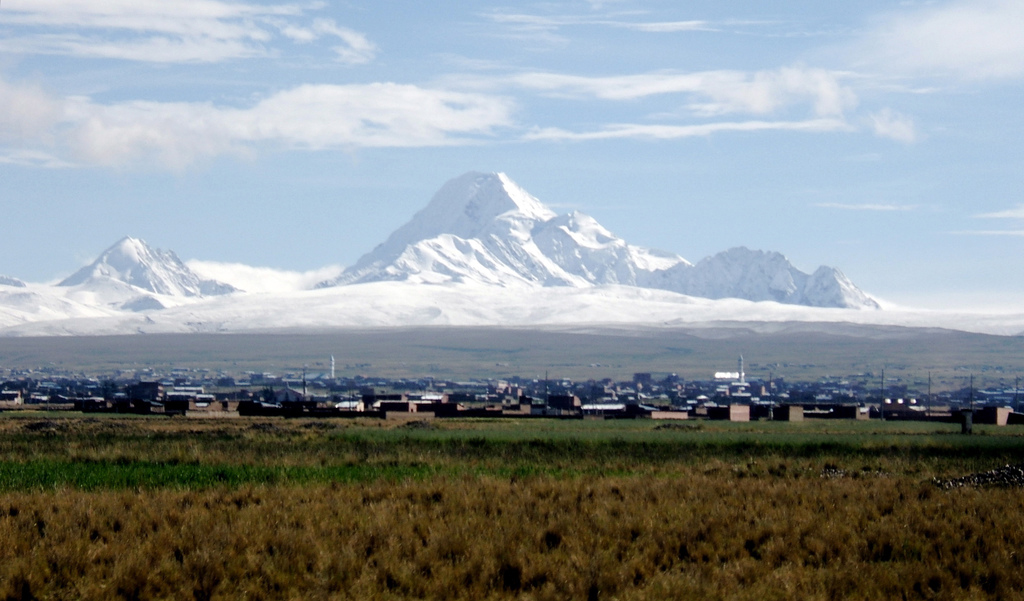

米柳尼峰（Milluni Peak），是玻利維亞的山峰，位於該國西部拉巴斯省，處於瓦伊納波托西山以南，屬於安第斯山脈中玻利維亞瑞阿爾山脈的一部分，海拔高度5,483米。